# 深澤真紀
深澤真紀（日語假名：ふかさわ まき，1967年—），日本專欄作家、出版社編輯，東京都人，畢業於早稻田大學第二文學部社會學系。為流行名詞「草食男」、「肉食女」之原創者。